# Spencer Jones (cràter)

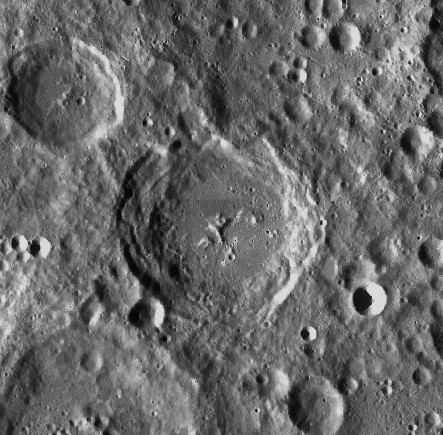
Fotografia de la missió Lunar Reconnaissance Orbiter

Spencer Jones és un cràter d'impacte pertanyent a la cara oculta de la Lluna. A poc més de 20 km d'Spencer Jones jeu el cràter lleugerament més petit Papaleksi cap al sud-sud-oest. Al nord-est es troba Anderson. El cràter es troba sobre el marge sud-oest de la Conca Freundlich-Sharonov.

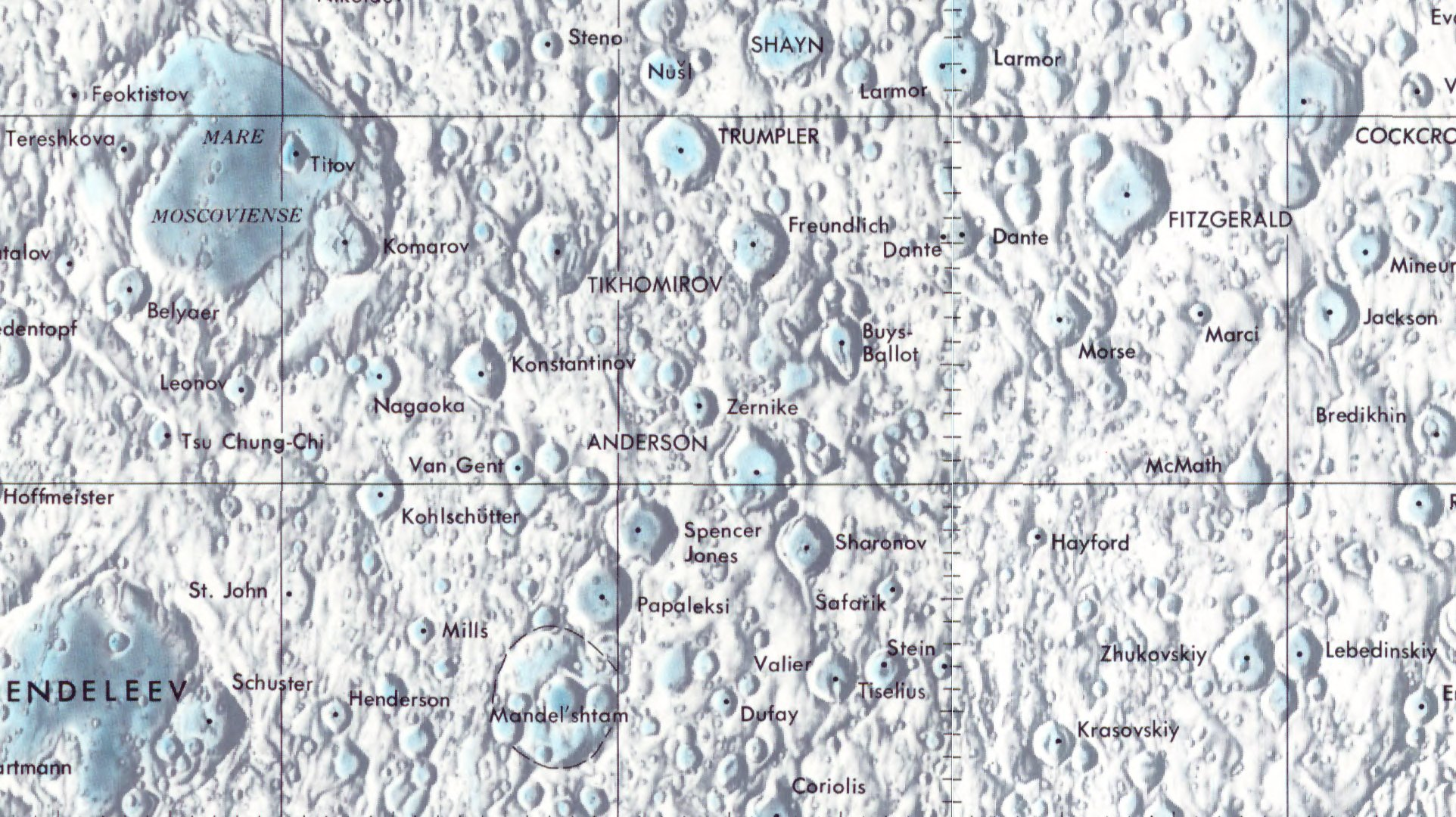
Localització d'Spencer Jones (prop del centre de la imatge, per sota i a l'esquerra)

És un element aproximadament circular, amb un brocal moderadament erosionat. La paret interior és considerablement ampla en tot el seu perímetre. El sòl interior és relativament pla, amb una petita cresta situada al sud del punt central. Unit a la vora exterior sud-oest es troba el petit cràter satèl·lit Spencer Jonees Q.

## Cràters satèl·lit
Per convenció aquests elements són identificats en els mapes lunars posant la lletra en el costat del punt central del cràter que està més proper a Spencer Jones.
|              | \| SpencerJones \| Coordenades \| Diàmetre \| \| ------------ \| --------------------------------------- \| -------- \| \| H \| 12° 06′ N, 167° 54′ E / 12.1°N,167.9°E) \| 17 km \| \| J \| 9° 42′ N, 168° 00′ E / 9.7°N,168.0°E) \| 12 km \| \| K \| 10° 24′ N, 167° 00′ E / 10.4°N,167.0°E) \| 29 km \| \| Q \| 12° 00′ N, 164° 24′ E / 12.0°N,164.4°E) \| 17 km \| \| W \| 15° 12′ N, 163° 18′ E / 15.2°N,163.3°E) \| 50 km \| |          |
| SpencerJones | Coordenades | Diàmetre |
| H            | 12° 06′ N, 167° 54′ E / 12.1°N,167.9°E) | 17 km    |
| J            | 9° 42′ N, 168° 00′ E / 9.7°N,168.0°E) | 12 km    |
| K            | 10° 24′ N, 167° 00′ E / 10.4°N,167.0°E) | 29 km    |
| Q            | 12° 00′ N, 164° 24′ E / 12.0°N,164.4°E) | 17 km    |
| W            | 15° 12′ N, 163° 18′ E / 15.2°N,163.3°E) | 50 km    |